# 松井庄村
松井庄村（まついしょうむら）は、兵庫県多可郡にあった村。現在の多可町加美区の南半にあたる。

## 地理
- 山岳：妙見山、入相山、飯森山、千ヶ峰
- 河川：杉原川

## 歴史
- 1889年（明治22年）4月1日 - 町村制の施行により、福原村・熊野部村・豊部村・多神村の区域をもって発足。
- 1955年（昭和30年）1月1日 - 杉原谷村と合併して加美村が発足。同日松井庄村廃止。